# 戀愛至上主義
《戀愛至上主義》是日本漫畫家水波風南的作品，2002年至2004年間在小學館的《Sho-Comi》連載，單行本共8冊。

## 故事簡介
永倉世莉是普通高中生，其實很喜歡空手道，但因為認為男生不喜歡女生粗暴，也因為青梅竹馬早坂碧樹小時候在一次的空手道比試中輸了世莉後便很少理睬自己（其實是世莉忘記穿T恤，在比的時候被碧樹看到胸部，碧樹才因害羞不理世莉），因為如此世莉決定不練空手道。在夏天最後一次的聯誼，世莉想要努力認識男生，不過因為對象是數理科（跟碧樹同科），結果在餐廳遇到了碧樹。碧樹跟同學介紹世莉時，說是以前自己家空手道館的學生，世莉一點也不想承認。
後來世莉跟碧樹比了一場空手道，條件是世莉輸了要當碧樹的玩具，之後碧樹說是無期限。
世莉在走廊喃喃自語時，因為對碧樹的事很氣憤不小心一個後迴旋踢，踢到了皆川宙，後來的宙好像為了要幫世莉解除這個玩具的身分而跟碧樹對立，原來宙也是學校空手道的高手，後來碧樹故意輸給了宙，其實是想藉機解除世莉玩具的身分順便告白，沒想到宙也喜歡上了世莉……宙跟碧樹開始展開一連串的事件……

## 登場人物
永昌世莉
普通科後轉入數理科，喜歡空手道的高中女生。曾在碧樹家的道館學習空手道。
早坂碧樹
和世莉就讀同一所高中的數理科。家裡開空手道館。
皆川宙
普通科，空手道社的主將，受女孩子的歡迎。和綾音是表姊弟
九条綾音
原數理科的生物老師，和宙是表姊弟。曾被宙侵犯
鷹來虎宇
和世莉、碧樹同班